# Lactuca quercina
Lactuca quercina L., 1753 é uma espécie de plantas herbáceas da subfamília Cichorioideae da família das Asteraceae. A espécie é nativa do sueste e centro da Europa e foi cultivada para produção de lactucário.

## Descrição
Lactuca quercina é uma planta herbácea anual a bienal, de dimensões superiores às restantes espécies do género Lactuca, podendo atingir 60–130 cm de altura. As raízes são são aprumadas a napiformes. Os caules são de cor verde, mas podendo apresentar laivos avermelhados, porvezes oco na parte distal.
As folhas na parte superior da planta apresentam pecíolo muito curto e um limbo reduzido a um único lobo setiforme inserido quase directamente no caule; as folhas inferiores são profundamente serradas, tenras e glabras, profundamente pinatífidas e dentadas, com uma forma que que se aproxima à das folhas de carvalho (género que em latim é designado por Quercus, daí o nome da espécie). A página inferior das folhas é verde-azulada.
A planta floresce nos meses de julho a setembro. As flores agrupam-se em inflorescências em forma de umbelas racemosas. As flores são de cor amarelada, mas por vezes a coloração das pétalas mais externas apresenta manchas vermelho-acastanhada. As brácteas são esbranquiçadas.
O fruto apresenta é nervurado, piloso, com cerdas curtas e um curto bico preto. A parte do fruto que recobre as sementes é de cerca de duas vezes mais longo que o bico.
A espécie foi cultivada em França, em substituição da Lactuca virosa e da alface, para a extracção do lactucário, produto que tinha substituído na prática médica o extracto seco da solução aquosa dos caules de alface (o tridax)
A planta foi seleccionada para cultivo em Clermont-Ferrand pelo professor de farmacologia Hector Aubergier, mas depois a sua cultura popularizou-se e expandiu-se pela França e Alemanha nos anos de 1830-1840. O lactucário de qualidade assim produzido deu origem a um próspero comércio, mantendo-se em produção até à segunda metade do século XX segundo os métodos desenvolvidos um século antes por Hector Aubergier.
A planta é rara sendo considerada ameaçada na Áustria e Alemanha, tendo aí sido incluída na lista das espécies legalmente protegidas (no anexo à BArtSchV).
A espécie preferw habitats ricos em nutrientes, crescendo bem em solos pedregosos, calcários e bem drenados, Ocorre geralmente associada a moitas de arbustos e gramíneas ou em áreas florestais bem drenadas e soalheiras.

## Galeria

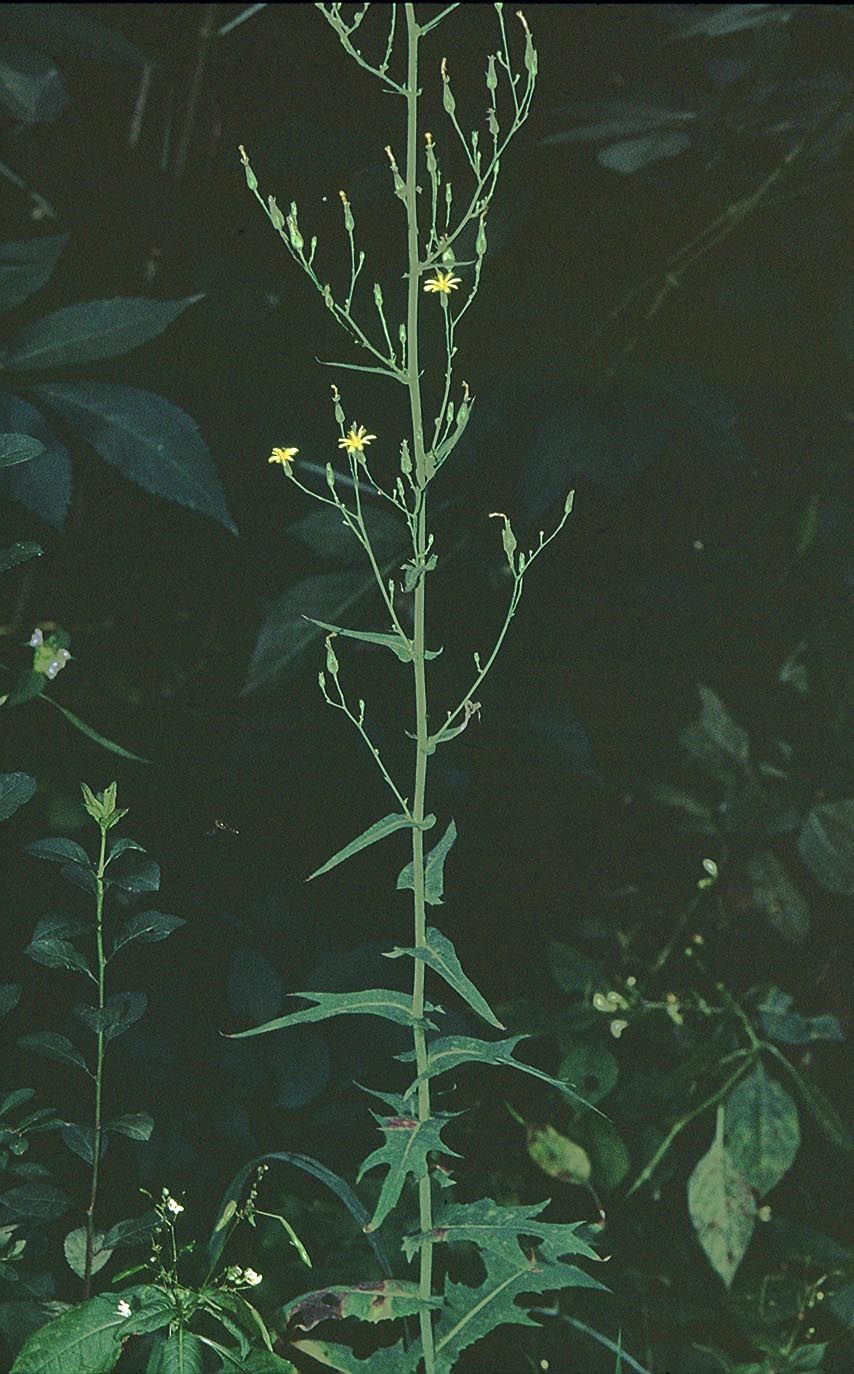
L. quercina (hábito).